# 第10回クリティクス・チョイス・アワード
10th Critics' Choice Awards

2005年1月10日
作品賞: 

『サイドウェイ』
第10回クリティクス・チョイス・アワードは、放送映画批評家協会によって2004年の映画に贈られる賞で、2005年1月10日に発表された。

## 作品トップ10
（アルファベット順）
1. 『アビエイター』
2. 『コラテラル』
3. 『エターナル・サンシャイン』
4. 『ネバーランド』
5. 『ホテル・ルワンダ』
6. 『愛についてのキンゼイ・レポート』
7. 『ミリオンダラー・ベイビー』（アカデミー作品賞受賞作）
8. 『オペラ座の怪人』
9. 『Ray/レイ』
10. 『サイドウェイ』

## 受賞・ノミネート一覧

### 主演男優賞
- ジェイミー・フォックス - 『Ray/レイ』
  - ハビエル・バルデム - 『海を飛ぶ夢』
  - ドン・チードル - 『ホテル・ルワンダ』
  - ジョニー・デップ - 『ネバーランド』
  - レオナルド・ディカプリオ - 『アビエイター』
  - ポール・ジアマッティ - 『サイドウェイ』

### 主演女優賞
- ヒラリー・スワンク - 『ミリオンダラー・ベイビー』
  - アネット・ベニング - 『華麗なる恋の舞台で』
  - カタリーナ・サンディノ・モレノ - 『そして、ひと粒のひかり』
  - イメルダ・スタウントン - 『ヴェラ・ドレイク』
  - ユマ・サーマン - 『キル・ビル Vol.2』
  - ケイト・ウィンスレット - 『エターナル・サンシャイン』

### アニメ映画賞
- 『Mr.インクレディブル』
  - 『シュレック2』
  - 『ポーラー・エクスプレス』

### キャスト賞
- 『サイドウェイ』
  - 『クローサー』
  - 『ライフ・アクアティック』
  - 『オーシャンズ12』

### 作曲賞
- ハワード・ショア - 『アビエイター』
  - マイケル・ジアッチーノ - 『Mr.インクレディブル』
  - ロルフ・ケント - 『サイドウェイ』

### 監督賞
- マーティン・スコセッシ - 『アビエイター』
  - クリント・イーストウッド - 『ミリオンダラー・ベイビー』
  - マーク・フォースター - 『ネバーランド』
  - テイラー・ハックフォード - 『Ray/レイ』
  - アレクサンダー・ペイン - 『サイドウェイ』

### ドキュメンタリー映画賞
- 『華氏911』
  - Control Room
  - 『メタリカ: 真実の瞬間』
  - 『スーパーサイズ・ミー』

### 作品賞
- 『サイドウェイ』
  - 『アビエイター』
  - 『コラテラル』
  - 『エターナル・サンシャイン』
  - 『ネバーランド』
  - 『ホテル・ルワンダ』
  - 『愛についてのキンゼイ・レポート』
  - 『ミリオンダラー・ベイビー』
  - 『オペラ座の怪人』
  - 『Ray/レイ』

### ファミリー映画賞
- 『ネバーランド』
  - 『ハリー・ポッターとアズカバンの囚人』
  - 『レモニー・スニケットの世にも不幸せな物語』
  - 『ミラクル』
  - 『スパイダーマン2』

### ポピュラー作品賞
- 『スパイダーマン2』
  - 『ボーン・スプレマシー』
  - 『Mr.インクレディブル』
  - 『ナポレオン・ダイナマイト』
  - 『パッション』

### 外国語映画賞
- 『海を飛ぶ夢』 •  スペイン
  - 『LOVERS』  •  中国
  - 『そして、ひと粒のひかり』 •  コロンビア
  - 『モーターサイクル・ダイアリーズ』 •  アルゼンチン
  - 『ロング・エンゲージメント』 •  フランス

### 歌曲賞
- "Old Habits Die Hard" - ミック・ジャガー、デイヴ・スチュワート - 『アルフィー』
  - "Accidentally in Love" - カウンティング・クロウズ - 『シュレック2』
  - "Believe" - ジョシュ・グローバン - 『ポーラー・エクスプレス』

### サウンドトラック賞
- 『Ray/レイ』
  - 『アルフィー』
  - 『ビヨンド the シー 夢見るように歌えば』
  - 『五線譜のラブレター』
  - 『終わりで始まりの4日間』

### 助演男優賞
- トーマス・ヘイデン・チャーチ - 『サイドウェイ』
  - ジェイミー・フォックス - 『コラテラル』
  - モーガン・フリーマン - 『ミリオンダラー・ベイビー』
  - クライヴ・オーウェン - 『クローサー』
  - ピーター・サースガード - 『愛についてのキンゼイ・レポート』

### 助演女優賞
- ヴァージニア・マドセン - 『サイドウェイ』
  - ケイト・ブランシェット - 『アビエイター』
  - ローラ・リニー - 『愛についてのキンゼイ・レポート』
  - ナタリー・ポートマン - 『クローサー』
  - ケイト・ウィンスレット - 『ネバーランド』

### 若手男優賞
- フレディ・ハイモア - 『ネバーランド』
  - リアム・エイケン - 『レモニー・スニケットの世にも不幸せな物語』
  - キャメロン・ブライト - 『記憶の棘』
  - ダニエル・ラドクリフ - 『ハリー・ポッターとアズカバンの囚人』
  - ウィリアム・ウルリッヒ - 『ビヨンド the シー 夢見るように歌えば』

### 若手女優賞
- エミー・ロッサム - 『オペラ座の怪人』
  - エミリー・ブラウニング - 『レモニー・スニケットの世にも不幸せな物語』
  - ダコタ・ファニング - 『マイ・ボディガード』
  - リンジー・ローハン - 『ミーン・ガールズ』
  - エマ・ワトソン - 『ハリー・ポッターとアズカバンの囚人』

### 脚本賞
- アレクサンダー・ペイン、ジム・テイラー - 『サイドウェイ』
  - ビル・コンドン - 『愛についてのキンゼイ・レポート』
  - チャーリー・カウフマン - 『エターナル・サンシャイン』
  - ジョン・ローガン - 『アビエイター』
  - デヴィッド・マギー - 『ネバーランド』

## 統計
5 / 8 『サイドウェイ』: キャスト賞、作品賞、助演男優賞、助演女優賞、脚本賞
2 / 4 『Ray/レイ』: 主演男優賞、サウンドトラック賞
2 / 6 『アビエイター』: 作曲賞、監督賞
2 / 7 『ネバーランド』: ファミリー映画賞、若手男優賞
1 / 1 『華氏911』: ドキュメンタリー映画賞
1 / 2 『アルフィー』: 歌曲賞
1 / 2 『オペラ座の怪人』: 若手女優賞
1 / 2 『海を飛ぶ夢』: 外国語映画賞
1 / 2 『スパイダーマン2』: ポピュラー作品賞
1 / 3 『Mr.インクレディブル』: アニメ映画賞
1 / 4 『ミリオンダラー・ベイビー』: 主演女優賞